# Dicranomyia lotax
Dicranomyia lotax là một loài ruồi trong họ Limoniidae. Chúng phân bố ở vùng Tân nhiệt đới.